# 蛋糕的滋味
《蛋糕的滋味》（英語：Cake）是一部2014年美國劇情片，由丹尼爾·巴爾茲執導，派屈克·托賓（Patrick Tobin）編劇，珍妮佛·安妮斯頓、亞卓安娜·拜拉薩、費莉希蒂·霍夫曼、威廉·梅西、克里斯·梅西納、安娜·坎卓克和山姆·沃辛頓主演。講述在一場車禍中倖存的女子在互助會上與另一名失去愛妻的男子相戀。
電影於2014年9月8日在多倫多國際影展上舉行全球首映，12月31日在美國上映。《蛋糕的滋味》在影評間評價兩極分化，票房表現不佳。然而，安妮斯頓的取得好評，入圍美國演員工會獎和金球獎。

## 演員
- 珍妮佛·安妮斯頓飾演克萊兒·班奈特（Claire Bennett）
- 亞卓安娜·拜拉薩（英语：Adriana Barraza）飾演西瓦娜（Silvana）
- 費莉希蒂·霍夫曼飾演安妮特（Annette）
- 威廉·梅西飾演雷納德（Leonard）
- 克里斯·梅西納飾演傑森·班奈特（Jason Bennett）
- 安娜·坎卓克飾演妮娜·柯林斯（Nina Collins）
- 山姆·沃辛頓飾演羅伊·柯林斯（Roy Collins）
- 麥米·古默（英语：Mamie Gummer）飾演邦妮（Bonnie）
- 露茜·彭奇（英语：Lucy Punch）飾演護士蓋爾（Nurse Gayle）
- 布丽特妮·罗伯森飾演貝姬（Becky）
- 馬奴·賈西亞-魯爾福飾演阿圖羅（Arturo）
- 胡里奥·奥斯卡·门乔索（英语：Julio Oscar Mechoso）飾演馬塔醫生（Dr. Mata）

## 外部連結
- 官方网站
- 互联网电影数据库（IMDb）上《蛋糕的滋味》的资料（英文）
- Metacritic上《蛋糕的滋味》的資料（英文）
- 爛番茄上《蛋糕的滋味》的資料（英文）